# Opeth
Opeth és una banda sueca de death metal progressiu provinent d'Estocolm. Mentre que la banda ha sofert diversos canvis en la formació, el cantant, guitarrista i compositor Mikael Åkerfeldt, ha sigut el motor d'Opeth des que es va unir al grup immediatament després de la seva creació el 1990.
Encara que el seu estil està fermament arrelat en el death metal escandinau, Opeth sempre ha incorporat influències de la música progressiva, el folk, el blues rock i el jazz en les seues llargues composicions, que moltes vegades, per llur velocitat i llur ambientació, també perceben una influència del doom metal. Moltes d'elles inclouen interludis de guitarra acústica i forts canvis dinàmics, així com veus guturals i veus netes. Una completa excepció del seu estil és l'àlbum Damnation, més enfocat en el rock progressiu. Tot i que feren poques gires de suport dels seus quatre primers àlbums, Opeth va fer llur primera gira mundial després del llançament el 2001 del disc Blackwater Park.
Opeth ha llançat nou àlbums d'estudi, tres DVD, tres àlbums en directe (dos junt al seu DVD corresponent, i el sobrant es ven junt al seu DVD corresponent des d'un any després del llançament del CD) i dues caixes recopilatòries. La banda va treure el seu àlbum debut Orchid el 1995. Malgrat la gran popularitat als Estats Units del seu vuité disc Ghost Reveries, Opeth no va tenir el mateix èxit comercial amb el seu següent i nové disc Watershed, que es va posicionar al lloc vint-i-tres del Billboard 200. Tot i això, aquest mateix àlbum es va col·locar a la primera posició de les llistes finlandeses.

## Història

### Els començaments d'Opeth (1990 - 1993)

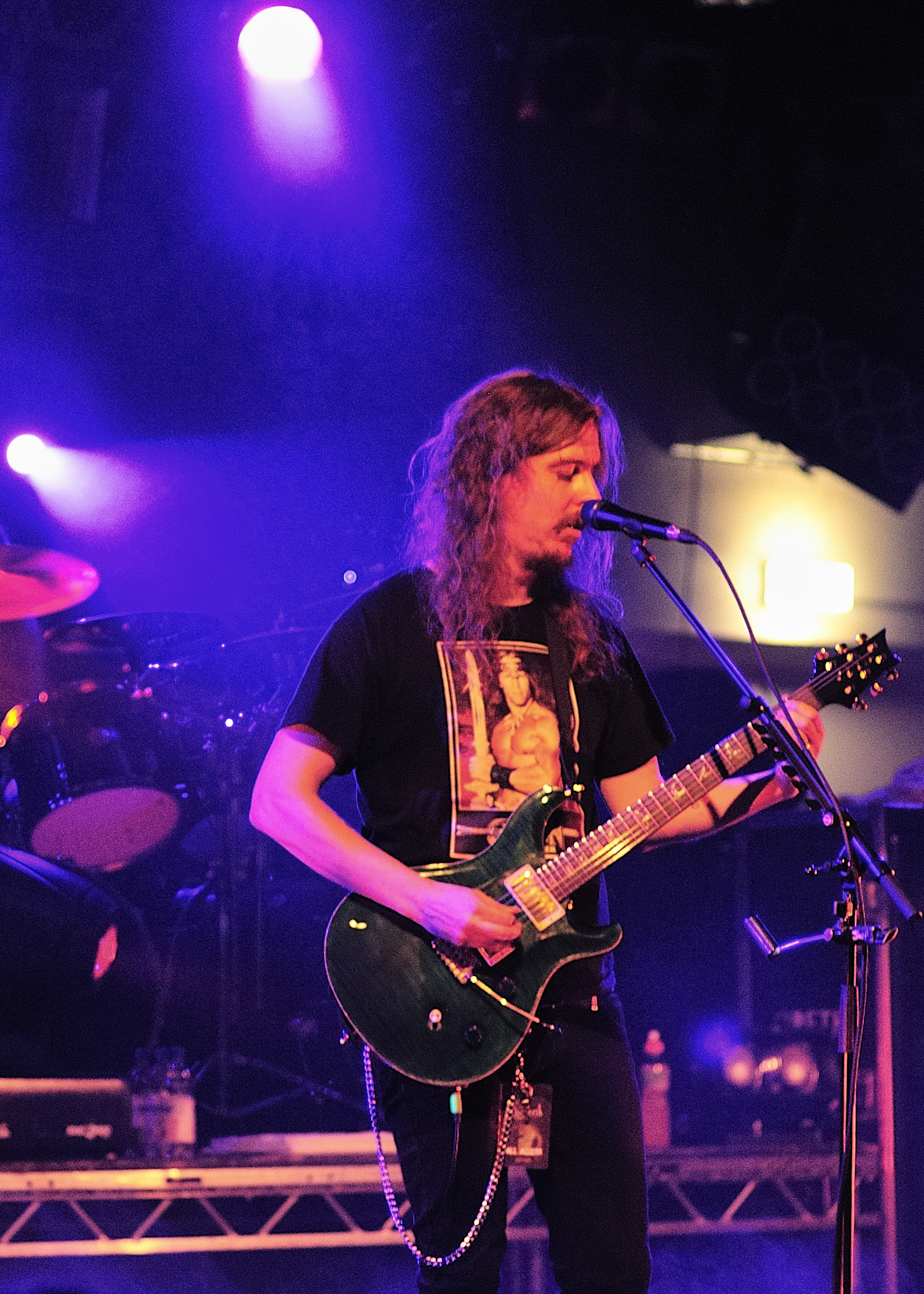
Åkerfeldt (foto) i Isberg decidiren continuar amb Opeth després que tota la banda decidira seguir altres camins.

Opeth es va formar pel cantant David Isberg la tardor del 1990 a Estocolm (Suècia), com una banda de death metal. Isberg va preguntar a l'ex-membre de la banda Eruption Mikael Åkerfeldt si volia ser baixista d'Opeth. Åkerfeldt va dir que sí i es va presentar a la prova per a ingressar a la banda l'endemà, però Isberg no s'ho havia dit a la resta de membres d'Opeth, que com a resposta abandonaren el grup i van deixar en mans d'Åkerfeldt i Isberg formar un nou projecte.
Amb David Isberg de vocalista i Åkerfeldt de guitarrista, Opeth encara necessitava més músics. Invitaren a l'amic d'Åkerfeldt i membre fundador d'Eruption, el bateria Anders Nordin, a Nick Döring al baix i a Andreas Dimeo com a segon guitarrista. Assajaren durant un temps amb el vell equip que encontraren en una escola primària. Insatisfets amb el lent progrés que tenia Opeth, Döring i Dimeo abandonarien la banda després de la seua primera actuació i serien reemplaçats pel guitarrista Kim Petterson i el baixista Johan DeFarfalla. Després del següent show, DeFarfalla deixaria la banda fins a la seua tornada el 1994, per a passar temps amb la seva núvia a Alemanya. Seria reemplaçat per un amic d'Åkerfeldt, el baixista Peter Lindgren. El guitarrista Petterson va estar amb la banda una actuació més, després Peter Lindgren passaria a tocar la guitarra. David Isberg abandonaria Opeth el 1992 per diferències creatives, i Mikael passaria a ocupara la posició de cantant, ja que ja ho havia fet amb Eruption.
Amb tres membres en la banda, el trio prompte es posaria a escriure nou material. El grup començà a abandonar els blast beats i l'agressivitat típica del death metal i incorporaren guitarres acústiques i harmonies en el seu so, començant a dibuixar l'estil actual d'Opeth. Després d'haver estat més d'un any sense baixista, Stefan Guteklint va ocupar aquest lloc en Opeth.

### Orchid,MorningriseiMy Arms, Your Hearse(1994 - 1998)

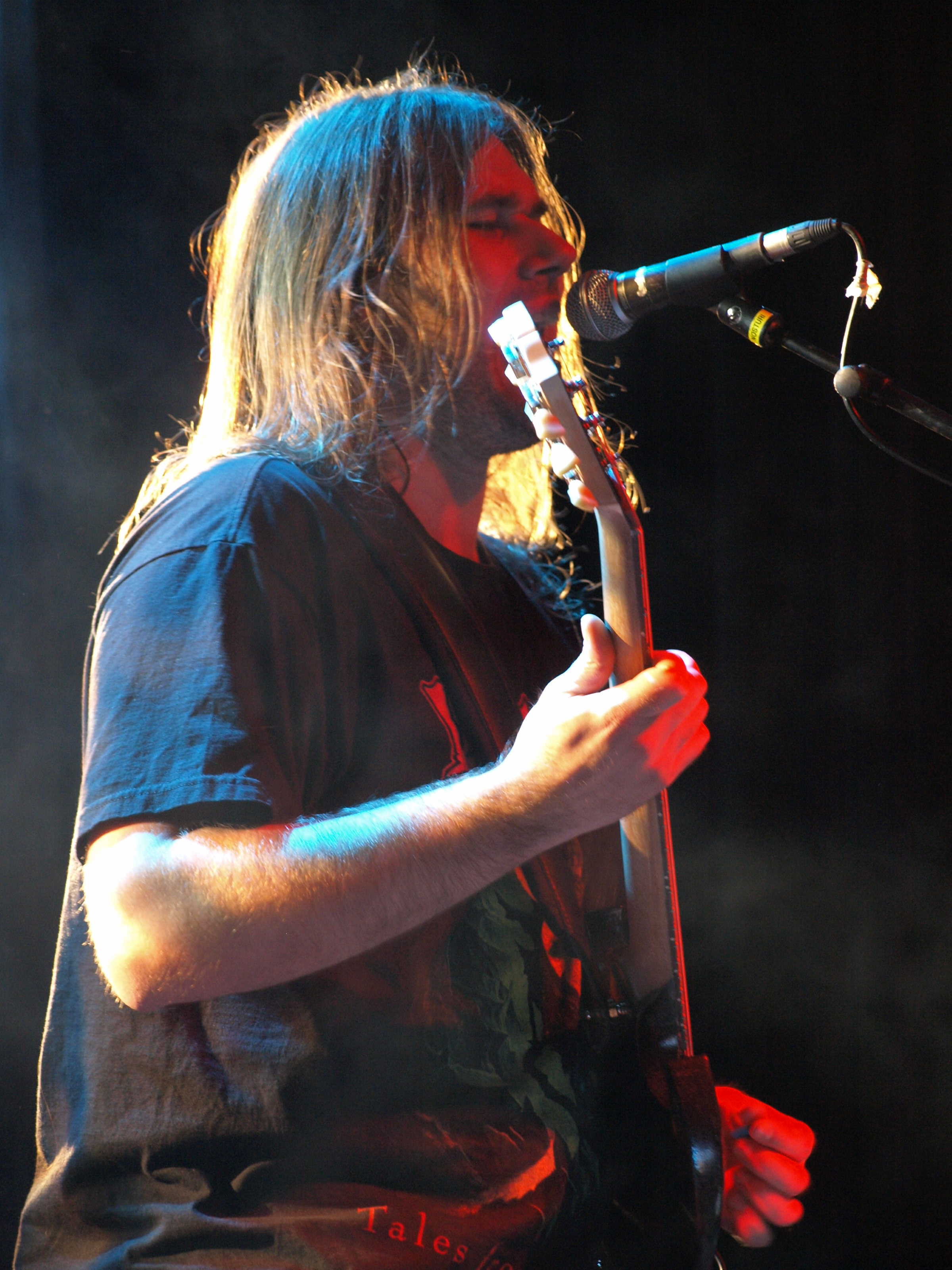
El productor Dan Swanö (foto) va produir els dos primers discos d'Opeth.

Després que Opeth rebera un contracte amb Candlelight Records, feren fora a Stefan Guteklint. El grup gravà el seu primer àlbum, Orchid, en l'abril de 1994 amb el productor Dan Swanö i amb Johan DeFarfalla com a baixista de sessió, que poc temps després es convertiria en el nou baixista d'Opeth. Per culpa de problemes de distribució de la nova discogràfica, el disc no va eixir a la venda fins al 15 de maig de 1995, i solament a Europa. Orchid mescla el més pur death metal tradicional amb guitarres acústiques, piano i veus netes. AllMusic va dir d'Orchid que era "brillant", "sorprenentment únic" i "un disc més enllà de l'èpica progressiva i de la monstruositat del death, ofereix bellesa i brutalitat per parts iguals."
Després d'haver fet uns quants concerts pel Regne Unit, Opeth torna a l'estudi el març de 1996 per a treballar amb el seu segon treball amb Dan Swanö. Morningrise sortiria a la venda a Europa el 24 de juny de 1996. Amb solament cinc cançons però amb una duració de 66 minuts, l'àlbum conté el tema més llarg d'Opeth, Black Rose Immortal de vint minuts. Tota la resta de cançons oscil·len en una duració de 10 a 20 minuts. Per a promocionar el disc, Opeth va fer una gira europea des d'Escandinàvia fins a Espanya i Itàlia amb Cradle of Filth. En aquesta gira Opeth va signar amb Century Records, que trauria els seus dos primers discs als Estats Units, i s'encarregaria de llançar el proper disc d'Opeth a aquest país.
Després del tour, Åkerfeldt i Lindgren fan fora a Johan DeFarfalla d'Opeth per motius personals, sense el consentiment de Nordin. Quan Åkerfeldt informa Nordin, que estava de vacances al Brasil, Nordin abandona el grup i roman al Brasil, també per motius personals. El bateria d'Amon Amarth Martin López respon a un anunci que havia fet Åkerfeldt i entra en Opeth el 1997. La primera cançó que va tocar Martin López amb Opeth fou Remember Tomorrow d'Iron Maiden, que més tard s'incoluria en l'àlbum A Call to Irons: A Tribute to Iron Maiden.
Amb un pressupost més alt gràcies a Century Records, Opeth va començar a treballar en el seu tercer àlbum, amb el conegut productor suec Fredrik Nordström, a l'Studio Fredman l'agost del 1997. La banda aconsegueix al baixista Martín Méndez, un amic del nou bateria, però degut a la falta de temps per a aprendre material ja acumulat, Åkerfeldt toca el baix a la gravació. My Arms, Your Hearse fou tret al públic el 18 d'agost de 1998. Aquest fou el primer llançament internacional d'Opeth, (com ja s'ha dit, Century Records el va treure simultàniament als Estats Units) l'àlbum estava exposat a una major audiència. My Arms, Your Hearse va ser el començament d'un canvi en el so de la banda, centrant-se menys en les harmonies i molt més en els riffs del metal progressiu. També presenta un canvi en l'estil de les lletres, a més, en canvi de tenir temes de més de 10 minuts de duració, el disc conté cançons més curtes, tenint la majoria una llargària d'entre 6 i 8 minuts. Líricament, fou un àlbum conceptual, més obscur que treballs anteriors, amb transicions acústiques jugant rols menors. L'estil vocal de Mikael també està més influït pel death metal: més profund i amenaçador. My Arms, Your Hearse fou l'últim disc llançat per Candlelight Records.

### Still LifeiBlackwater Park(1999 - 2001)

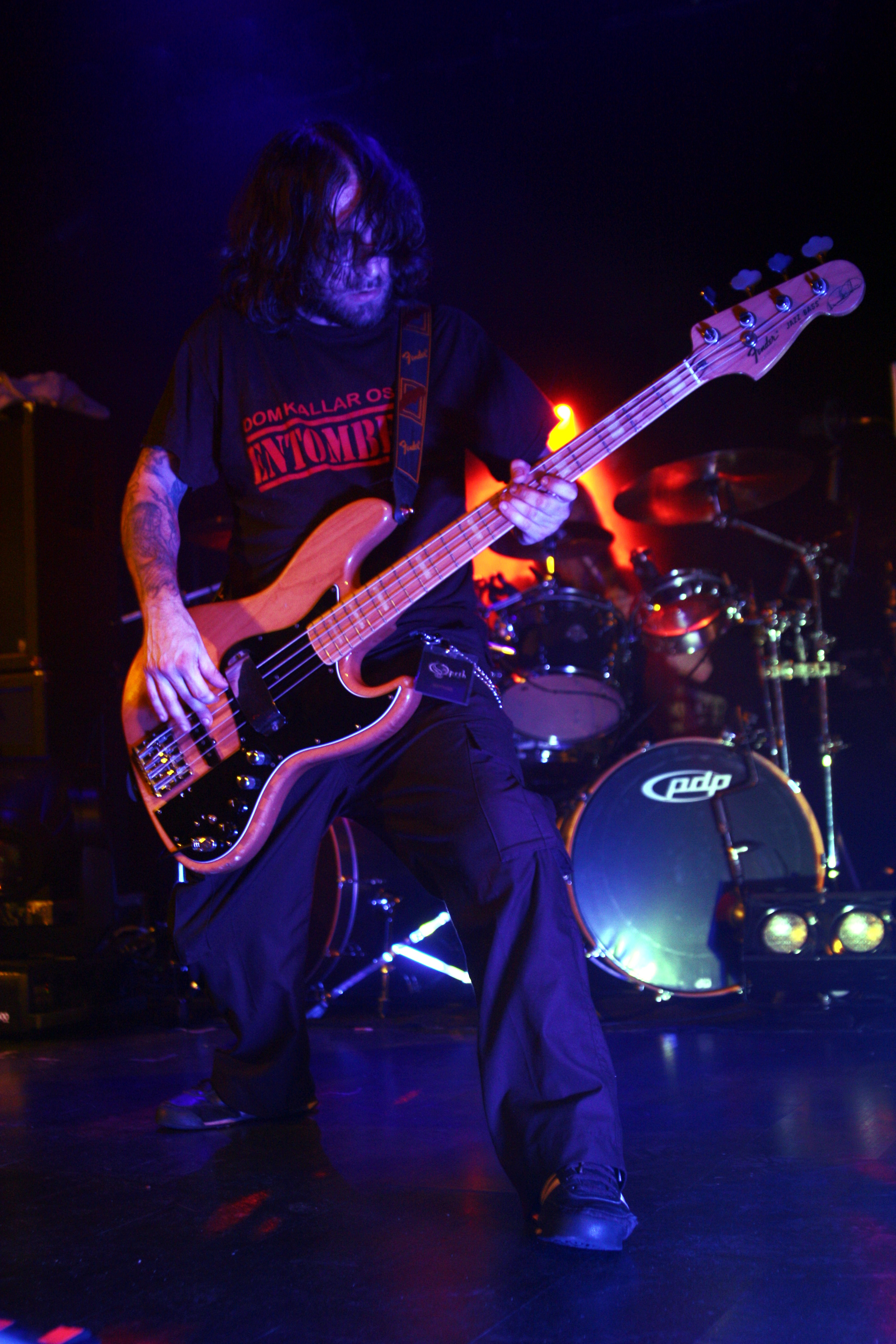
Méndez (foto) faria la seua primera gravació al baix al disc Still Life.

En 1999 Opeth abandona Candlelight Records i Century Records definitivament, per tant aqueix any signen amb la companyia britànica Peaceville Records, que distribuiria els seus discos mitjançant Music for Nations a nivell mundial, sense caldre dos discogràfiques. Opeth va reservar l'Studio Fredman per a començar a treballar en el seu pròxim àlbum, però la gravació va haver de ser posposada perquè havien traslladat l'estudi. Per culpa del poc temps de què disposaven, la banda soles va poder assajar dues vegades abans de la gravació. Els retrasos en el disseny de la portada del disc van aconseguir que el llançament del disc s'endarrerís un mes més, però finalment Still Life sortí a la venda el 18 d'octubre de 1999. Per problemes també amb la nova distribuïdora, l'àlbum no va arribar als Estats Units fins al febrer de 2001. Still Life va ser el primer disc gravat amb Méndez, i també va ser el primer disc d'Opeth que incloïa el títol a la portada, a més del logo del grup. AllMusic digué del disc que era "una perfecta unió entre duresa, riffs irregulars i belles melodies". Åkerfeldt diu d'aquest àlbum que és un àlbum conceptual, l'argument del qual és: "El personatge principal és una mena de desterrat de la seva ciutat natal, perquè ell no té les mateixes creences que la resta d'habitants del lloc. L'àlbum més o menys comença quan torna després de diversos anys per estar amb la seua antiga xicota. Els grans caps de la ciutat saben que està de tornada, i un munt de coses dolentes comencen a succeir."
Després d'uns quants concerts a Europa, Opeth tornà a l'Studio Fredman per a començar a treballar en el seu proper àlbum, el productor del qual seria Steve Wilson, de la banda Porcupine Tree. El grup va tractar de recrear l'experiència en la gravació que van experimentar amb Still Life, i de nou van entrar a l'estudi amb molt pocs assajos i sense haver escrit les lletres encara. "Aquesta vegada va ser difícil" diu Åkerfeldt, "Però em sent gratament sorprés per l'immens resultat. Realment val la pena l'esforç." Wilson va ajudar la banda a expandir el seu so, incorporant nous sons i noves tècniques de producció. "Steve ens va guiar als reialmes dels "estranys" sons de veus i guitarres" digué Åkerfeldt. A més a més, Steve va col·laborar en les veus secundàries i en alguns acompanyaments de guitarra i piano.
Opeth va llançar el seu cinqué àlbum d'estudi, Blackwater Park, el 27 de febrer de 2001. AllMusic digué del disc que era "sorprenent, una obra d'una amplitud creativa impressionant" assenyalant que l'àlbum "segueix amb la tradició d'Opeth, sobrepassant els límits del metal extrem i en diverses ocasions trencant els fonaments de la composició musical convencional." Per a promocionar el disc Blackwater Park, Opeth va fer el seu primer tour mundial, que va començar primer a Europa. En eixa gira aparegueren inclús en l'edició del 2001 del festival Wacken Open Air d'Alemanya, tocant per a un públic d'uns 60.000 espectadors.

### DeliveranceiDamnation(2002 - 2004)

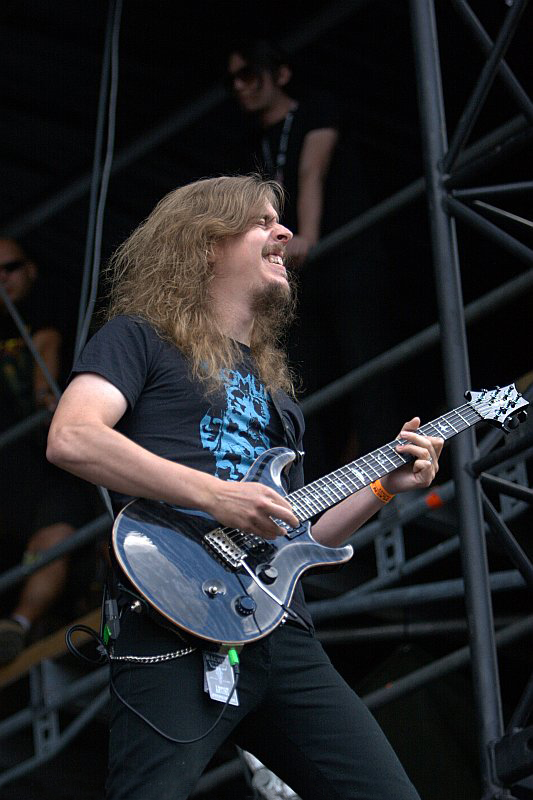
Mikael Åkerfeldt al W:O:A de l'any 2006. A l'edició del 2001, Opeth va actuar per primera vegada a eixe festival.

Opeth va tornar a casa després de la gira en suport al disc Blackwater Park, i va començar a treballar per al proper àlbum. Al principi, Åkerfeldt trobava problemes per a escriure nou material: "Volia escriure alguna cosa més pesada del que havíem fet mai, però encara tenia totes eixes boníssimes parts suaus que no volia tirar a les escombraries." Jonas Renkse, cantant de Katatonia, un amic de tota la vida d'Åkerfeldt, va suggerir a aquest escriure dos àlbums diferents, un pesat i dur i un altre suau.
Emocionat per la proposta, Åkerfeldt va decidir fer-ho sense consultar ni la resta del grup ni la discogràfica. Mentre que a la resta d'Opeth els va agradar la idea de gravar dos discos per separat, Åkerfeldt va haver de convèncer la discogràfica: " Vaig haver de mentir una mica... dient que podríem fer aquest enregistrament molt aviat, que no costaria molt més que un sol disc." Amb la majoria del material ja escrit, la banda va assajar una sola vegada abans d'entar als Nacksving Studios el 2002, i novament amb el productor Steve Wilson a l'Studio Fredman. En estar sota la pressió de completar els dos àlbums simultàniament, Åkerfeldt va dir del procés de gravació que va ser la prova més difícil de la història d'Opeth. Després de gravar les pistes bàsiques, la banda va moure la producció a Anglaterra per a gravar primerament i definitiva l'àlbum dur, Deliverance, als Backstage Studios amb Andy Sneap mesclant i masteritzant les pistes. "Deliverance va ser molt mal gravat, sense cap organització", afirma Åkerfeldt. Andy Sneap diu que va ser un as a la màniga, ja que ell sol va dur a terme quasi tot el procés de gravació, ja que la resta d'Opeth afirmava estar molt cansada eixos dies.
Deliverance va eixir a la venda el 4 de novembre de 2002 i va debutar a la posició 19 del US Top Independent Album Chart, fent que la banda apareguera per primera vegada a unes llistes nord-americanes. AllMusic va escriure sobre Deliverance: "És un àlbum més subtil que qualsevol dels seus predecessors, apropant-se als oients amb matisos inquietants i dinàmiques magistrals en lloc d'aclaparar amb complexitat" Deliverance conté 5 cançons de més de 10 minuts (el primer àlbum d'aquest estil des de Morningrise), i un tema instrumental d'una durada al voltant de 2 minuts. Aquest àlbum és un dels més pesats d'Opeth, contenint cançons amb introduccions que se semblen a l'estil de Morbid Angel. Opeth segueix experimentant amb els canvis de ritme amb síncopes, fet que queda notablement plasmat en la introducció i final del tema Deliverance (la introducció és tocada en temps de 7/8 i al final el temps és en síncopes), aixina com en l'última pista de l'àlbum, By the Pain I See in Others.
Opeth va fer un únic concert a Estocolm, i després tornaren al Regne Unit per a acabar de gravar les veus per al segon del parell d'àlbums, Damnation, al Steven Wilson's No Man's Land Studios. Encara que Åkerfeldt creia que la banda no podria acabar els dos discos, Opeth va completar Deliverance i Damnation en solament 7 setmanes a l'estudi, el mateix temps que es va emprar per a gravar Blackwater Park tot sol. Damnation va eixir a la venda el 14 d'abril de 2003 i va obtenir la primera aparició de la banda en el Billboard 200 al número 192. Deliverance també va guanyar el Grammy suec al millor àlbum de hard rock en l'edició de l'any 2003. Damnation és un àlbum completament de rock progressiu, sense elements de death metal, rememorant el rock progressiu dels '70. Mikael Åkerfeldt li dedicà aquest àlbum a la seua iaia, que havia mort en un accident automobilístic durant la gravació.
La banda es va embarcar en la gira més llarga de la seua història, fent al voltant de 200 concerts entre 2003 i 2004. Opeth celebrà tres concerts especials a Europa amb dos setlists diferents per a cadascun (un setlist acústic i un setlist dur). En aquell moment graven el seu primer DVD, Lamentations (Live at Sheperd's Bush Empire 2003) al Shepherd's Bush Empire a Londres, (Anglaterra). El DVD conté dues hores de concert, amb l'àlbum Damnation al complet i gran part dels àlbums Deliverance i Blackwater Park, i una hora de documental sobre la gravació dels àlbums Deliverance i Damnation. Lamentations va ser certificat amb el grau Gold per l'Associació Canadenca de la Indústria Gravada.
Opeth tenia previst tocar a Jordània, però van haver de suspendre el concert, ja que el bateria López va sofrir un atac de pànic i va forçar la banda a cancel·lar-lo. Als principis de l'any 2004 López se'n va anar a casa des del Canadà després de més atacs de pànic durant la gira. Opeth va decidir no cancel·lar la gira i fer actuar durant dos concerts al tècnic de la bateria de Martin López. López va prometre que tornaria al tocar el més prompte que poguera, però dos concerts després Opeth va preguntar al bateria de Strapping Young Lad Gene Hoglan si volia reemplaçar-lo. López finalment va tornar a Opeth per al concert en Seattle en la recta final de la gira de Deliverance i Damnation. Per Wiberg també es va unir a la banda en plena gira per a tocar els teclats, i després de més d'un any de gira, Opeth va tornar a casa per començar a escriure nou material el 2004.

### Ghost Reveries(2005 - 2007)

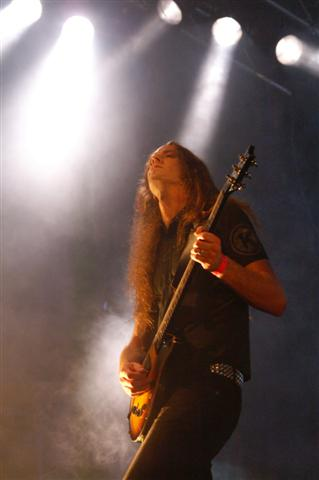
Peter Lindgren tocant el 2005, poc abans de la seua eixida del grup.

La discogràfica d'Opeth, Music for Nations, va tancar l'any 2005; i després de diverses negociacions amb diferents discogràfiques, Opeth va signar amb Roadrunner Records. Åkerfeldt va dir que la raó principal per signar amb Roadrunner era l'àmplia distribució del segell, assegurant que l'àlbum que anaven a traure estaria disponible a les cadenes de grans magatzems més grans. Quan la notícia que havien signat per Roadrunner (una discogràfica que treballa amb grups de les noves tendències de rock i metal), alguns fans de la banda els acusaren de venuts. "Per a ser honestos" digué Åkerfeldt "Que diguen això és com un insult després de 15 anys de carrera i 8 discos gravats. No puc creure que en tot eixe temps no ens hàgem pogut guanyar la credibilitat de ni un fan d'Opeth. Anem a vore, les nostres cançons duren 10 minuts!"
Opeth va acabar d'escriure material per al seu octau àlbum a finals de 2004. La banda va assajar tres setmanes abans d'entrar a l'estudi, cosa que no feia des de la gravació del disc de 1998 My Arms, Your Hearse. Durant la gravació, el teclista Per Wiberg va entrar a formar part permanent de la banda, després d'haver estat un temps a Opeth durant la gira. El disc va ser gravat als Fascination Street Studios d'Örebro, (Suècia), des del 18 de març de 2005 fins a l'1 de juny del mateix any, i tragueren l'àlbum a la venda el 30 d'agost de 2005 sota el nom de Ghost Reveries, amb un gran èxit comercial i de crítiques. El disc debutà a la posició número 64 als Estats Units i al lloc número 9 a Suècia, la posició més alta que qualsevol llançament d'Opeth havia aconseguit mai. Keith Bergman de blabbermouth.net va donar a l'àlbum un 10 sobre 10, una qualificació que solament 17 àlbums han arribat a aconseguir en aqueixa pàgina web al mateix temps que Rod Smith de la revista Decibel digué de Ghost Reveries que era "dolorosament bell, de vegades descaradament brutal, sovint una combinació d'ambdós".
El 12 de maig de 2006, Martin López va anunciar oficialment que deixava Opeth per problemes de salut, i aquest va ser reemplaçat per Martin Axenrot. Opeth va actuar a l'escenari principal del Gigantour el 2006, junt amb Megadeth. Ghost Reveries va ser rellançat el 31 d'octubre del 2006, amb una versió de Soldiers of Fortune de Deep Purple i un DVD amb una mescla en so surround 5.1 de l'àlbum (juntament amb un documental de la gravació). Una gravació del directe d'Opeth al Camden Roundhouse, (Londres) el 9 de novembre de 2006 va ser tret a la venda com l'àlbum doble en directe The Roundhouse Tapes.
El 17 de maig de 2007, Peter Lindgren anuncià que abandonaria Opeth després de 16 anys. "Ha sigut la decisió més dura que he hagut de prendre mai, però és la correcta en aquest moment de la meua vida" digué Lindgren. "Crec que simplement he perdut part de l'entusiasme i la inspiració necessàries per a participar en una banda que ha crescut d'un parell de tipus tocant la música que els agrada a una indústria a nivell global." L'ex-guitarrista d'Arch Enemy Fredrik Åkesson va reemplaçar Lindgren, com explicà Åkerfeldt:
| «                                        | Fredrik va ser l'únic nom que se'm va ocórrer quan pensava en un substitut per a Peter. En la meua opinió, és un dels tres millors guitarristes de Suècia. Ens duem molt bé junts i ens coneixem des de fa més o menys quatre anys, i ja té l'experiència necessària per fer front a la vida circense que tenim com a membres d'Opeth. | » |
| — Mikael Åkerfeldt sobre Fredrik Åkesson | |   |

### Watershed(2008 - 2010)

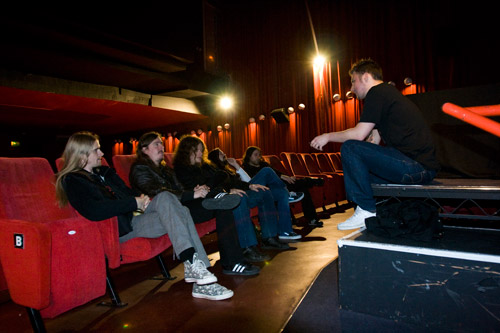
Opeth en el Prince Charles Cinema de Londres

Després d'aproximadament uns 200 concerts per a promocionar Ghost Reveries, Opeth va entrar als Fascination Street Studios amb Åkerfeldt a la producció, en novembre del 2007. El gener de 2008, Opeth havia gravat 13 cançons, incloent tres versions. La versió final de Watershed incloïa set temes, utilitzant les versions com a bonus tracks en diferents versions de l'àlbum. Wathershed va sortir a la venda finalment el 3 de juny de 2008. Åkerfeldt va descriure les cançons de l'àlbum com "una mica més energètiques". Opeth va fer uns quants concerts en suport del disc, inclosos en aquestos els concerts de la gira britànica Defenders of the Faith Tour junt amb Arch Enemy, l'aparició al Wacken Open Air, i la gira Progressive Nation Tour junt amb la banda de metal progressiu Dream Theater. Watershed va ser el disc que més alt va debutar a les llistes fins a la data, debutant al lloc número 23 del US Billboard 200 a més de debutar en el nové lloc en les llistes musicals d'Àustralia (ARIA) i en la primera posició de les llistes oficials finlandeses.
Opeth es va embarcar en un tour mundial en suport de l'àlbum. No obstant això, concerts a Espanya i Portugal van ser cancel·lats perquè el festival Burning Live fou cancel·lat, i quatre concerts del 26 al 29 de juny van ser cancel·lats, ja que Mikael Åkerfeldt tenia la varicel·la. Dos dels festivals en els que havien de participar eren el Hovesfestivalen i el Metaltown en Suècia. Per a suplir l'absència va tocar a aquells concerts Satyricon. Des de setembre fins a octubre, Opeth va estar tocant a l'Amèrica del Nord amb High on Fire, Baroness i Nachtmystium. Van tornar a tocar per Europa per a la resta de l'any junt amb Cynic i The Ocean.
Opeth va escriure i va gravar una nova cançó, The Throat of Winter, la qual va aparèixer en l'EP digital de la banda sonora del videojoc God of War III. Åkerfeldt descriu la cançó com a "estranya" i "no gaire metal".
Per a celebrar llur 20é aniverasri, Opeth va preparar una gira mundial de sis concerts anomenat Evolution XX: An Opeth Anthology, des del 30 de març fins al 9 d'abril de 2010. Blackwater Park és tocat en llur totalitat, juntament amb diverses cançons mai abans interpretades. Åkerfeldt declarà "No m'ho puc creure, però, carai, estem celebrant 20 anys. Estic en aquesta banda des que tinc 16 anys. És una bogeria". Una edició especial de Blackwater Park va ser treta a la venda el 29 de març de 2010, coincidint amb la gira.
El concert Evolution XX del 5 d'abril de 2010 al Royal Albert Hall de Londres fou gravat per a publicar un DVD/àlbum en directe titulat In Live Concert at Royal Albert Hall. Aquest treball va eixir a la venda el 21 de setembre de 2010 en dues edicions diferents: l'edició 2-DVD i l'edició 2-DVD/3-CD. El concert és dividit en dues parts. La primera conté l'àlbum Blackwater Park íntegrament, mentre que la segona part conté una cançó de cada àlbum exceptuant Blackwater Park, en ordre cronològic representant els 20 anys d'"evolució" en la seua música.

### Heritage(2011 - 2013)
Åkerfeldt va declarar recentment que està actualment escrivint un nou disc d'Opeth, que desitjaria que poguera ser tret a la venda en 2011. La banda va anunciar a la seua pàgina web que començarien a gravar el seu desé àlbum el 31 de gener de 2011 als Atlantic/Metronome Studios en Estocolm, una altra vegada amb Jens Bogren i Steve Wilson de Porcupine Tree. Steve Wilson ha anunciat pel seu Facebook que han finalitzat de mesclar l'àlbum a finals de març de 2011.
L'àlbum, que eixirà a la venda aquesta tardor en Roadrunner Records, serà l'última gravació de Per Wiberg als teclats, ja que el 6 d'abril de 2001 s'anuncià que Wiberg es retiraria de la banda i que "ha estat rellevat de les seues funcions en Opeth com a part d'una decisió mútua amb la banda." A conseqüència de tot això, un nou teclista està assajant amb la banda.
El 25 de maig de 2011 es va anunciar que el nou àlbum portaria per títol Heritage, al mateix temps que s'anunciava que eixiria a la venda en setembre de 2011.

### Pale Communion (2014 - 2015)
El 26 d'agost de 2014, Opeth va llançar el seu onzè àlbum d'estudi, titulat Pale Communion. Åkerfeldt va començar a treballar en el nou material des de l'agost de 2012. El gener de 2014 va declarar: "Hem estat mirant de grabar el següent àlbum a Rockfield Studios de Gal·les, on Queen va grabar Bohemian Rhapsody, però encara no hem pres una decisió, però serà un àlbum car. Hi passen moltes coses, molts arranjaments de corda que no havíem tingut en el passat ". Tot i temir que la nova direcció musical de la banda dividís la comunitat d'Opeth, quan se li va preguntar si seria més "heavy" o més suau que Heritage, Åkerfeldt va dir: "Potser una mica més heavy, no com el death metal, però com el hard rock o el heavy metal. Presenta molts elements progressius i guitarres acústiques, però també riffs més sinistres". El nou àlbum inclourà la instrumentació de corda, Åkerfeldt s'hi va interessar al treballar en l'àlbum Storm Corrosion. Els membres de la banda d'Opeth es van sentir rejovenits després de crear Heritage, el que va resultar en relacions més estretes entre ells.

### SorceressiIn Cauda Venenum(2016–present)
El 15 de juny de 2016, Nuclear Blast Entertainment va anunciar la signatura amb Opeth. Tres dies després, el 18 de juny, Opeth va llançar un teaser de 30 segons per al seu nou àlbum, Sorceress. Un mes després, el 18 de juliol, la banda va confirmar que l'àlbum seria llançat el 30 de setembre, a més de revelar la portada i la llista de temes. Mikael Åkerfeldt ho va descriure com "Un bon petit disc. El meu favorit a la nostra discografia ara mateix. Per descomptat. Així hauria de ser, no? És fresc i vell, progressiu i esmicolat. Pesat i tranquil. Justament com nosaltres. M'agrada." L'àlbum va ser el primer projecte de Moderbolaget Records, una empresa conjunta entre Opeth i Nuclear Blast. Moderbolaget significa "empresa matriu" en suec.

## Estil musical i influències

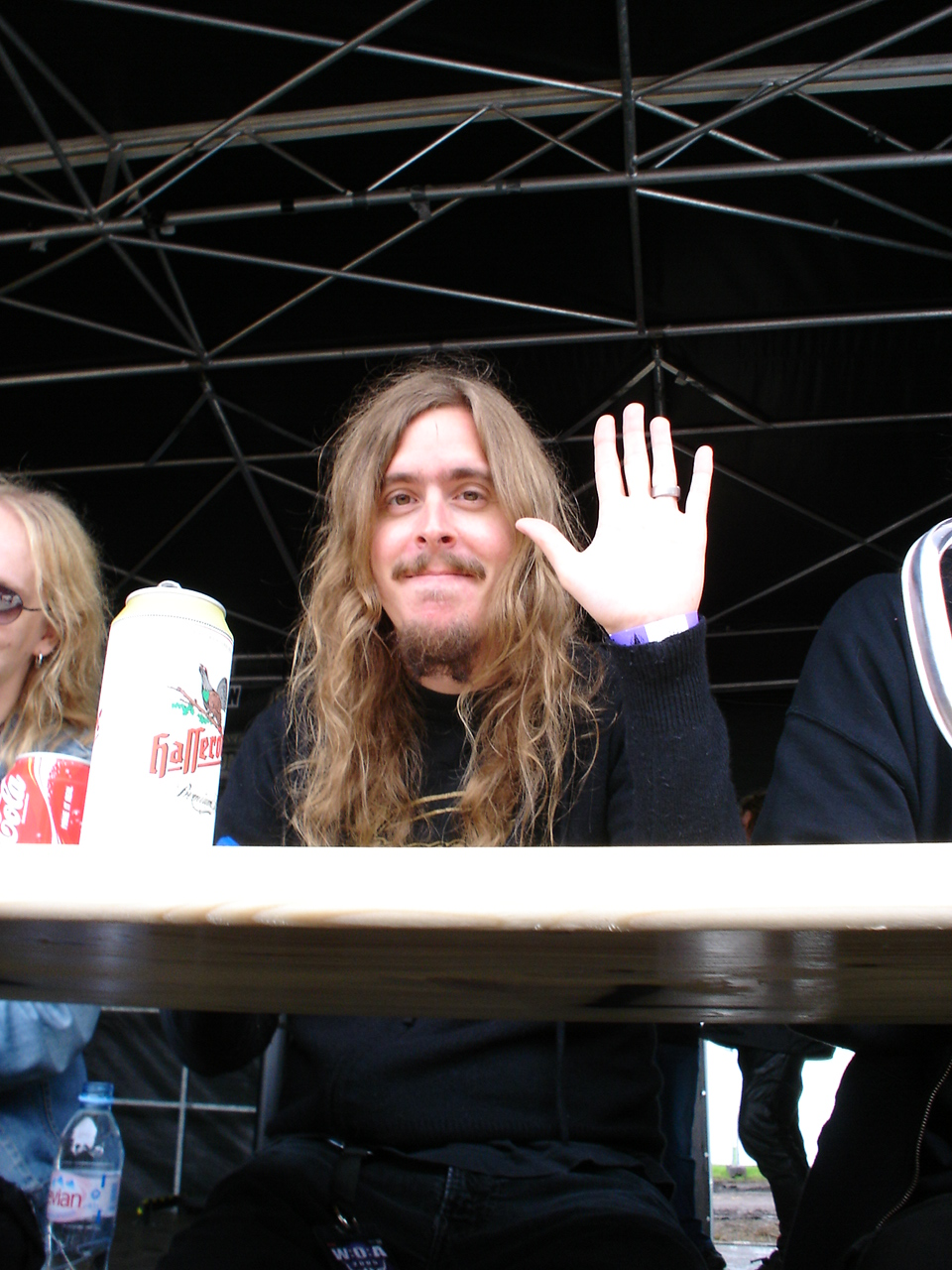
Mikael Åkerfeldt és el principal compositor i lletrista d'Opeth i ell influeix gran part del so d'Opeth. En la foto es veu a Mikael assegut en el W:O:A.

Com a principal compositor i lletrista d'Opeth, la influència del vocalista i guitarrista Mikael Åkerfeldt domina el so de la banda. Ell és l'únic membre que ha aparegut a tots els llançaments. Ha estat influenciat des de ben jove per grups de heavy metal com Slayer, Death, Black Sabbath, Celtic Frost, King Diamond, Morbid Angel i amb més importància, per Judas Priest. D'acord amb Åkerfeldt Sad Wings of Destiny és el millor àlbum de heavy metal de tota la història, i hi va haver un temps en què ell solament escoltava Judas Priest. Tant és així, que Mikael Åkerfeldt canta la cançó Here Come the Tears de Judas Priest en la majoria dels escalfaments abans dels concerts. Åkerfeldt més tard descobriria el rock progressiu i el folk, els quals van tenir un impacte profund en el so de la banda. El distintiu so d'Opeth és el resultat de barrejar death metal amb passatges acústics, junt amb la incorporació d'elements de metal progressiu En la seua crítica a Blackwater Park, Eduardo Rivadavia d'AllMusic va escriure: "Els temes comencen i acaben aparentment de forma arbitrària, però en general travessen un ampli terreny musical, hi ha guitarra acústica i passatges només de piano, sons ambientals, solcs de stoner rock i melodies orientals; que en qualsevol moment estan subjectes a la fúria salvatge del death metal." Åkerfeldt va comentar açò sobre la diversitat musical d'Opeth:
| «                  | No estic d'acord amb estar en una banda i tocar d'una sola manera quan pots fer-ho tot. Seria impossible per a nosaltres tocar solament death metal; són les nostres arrels, però ara som una barreja de tot, i no puristes de qualsevol forma de música. Per a nosaltres és impossible fer això, i francament pense que és avorrit estar en una banda que toca només música metal. No tenim por a experimentar, o a ficar la pota. Això és el que ens manté. | » |
| — Mikael Åkerfeldt | |   |

Vocalment, Åkerfeldt canvia entre veus guturals per a les parts dures, i veus netes, de vegades xiuxiuejades per als passatges acústics. Metre que els seus guturals dominaven els seus primers llançaments, els seus treballs posteriors incorporaven més veus netes, arribant inclús el seu disc de 2003 Damnation a tindre únicamen veus netes. Rivadavia apunta "La veu d'Åkerfeldt va des de grunyits que li surten de batudes intestinals fins a una bellesa refrigeradora (en funció de cada secció del tema)."

## Discografia

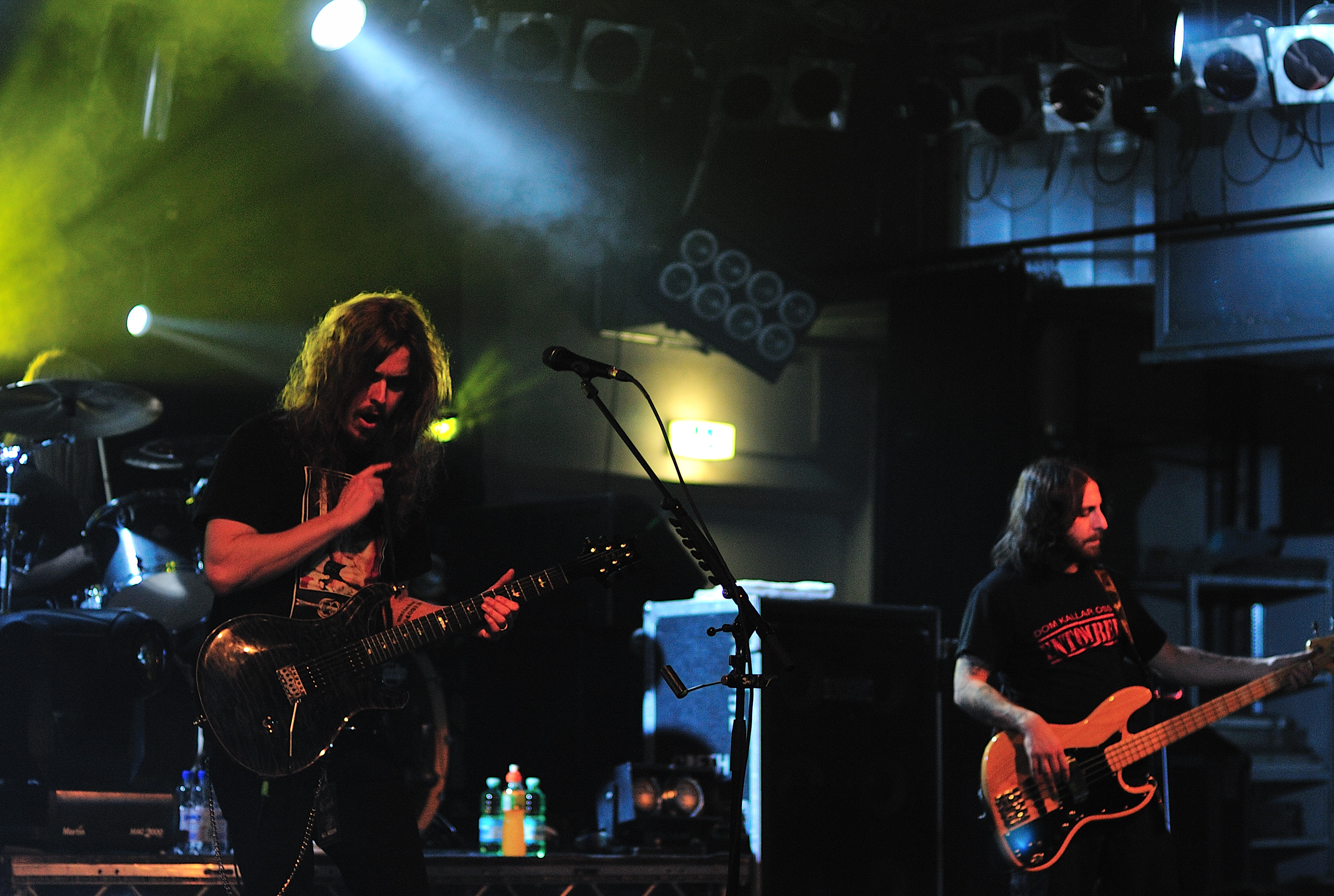
Mikael Åkerfeldt i Martín Méndez en una actuació a Alemanya

| Data de llançament      | Títol                       | Discogràfica                      |
| 15 de maig de 1995      | Orchid                      | Candlelight Records/Century Black |
| 24 de juny de 1996      | Morningrise                 | Candlelight Records/Century Black |
| 18 d'agost de 1998      | My Arms, Your Hearse        | Candlelight Records/Century Black |
| 18 d'octubre de 1999    | Still Life                  | Peaceville Records                |
| 27 de febrer de 2001    | Blackwater Park             | Music for Nations                 |
| 4 de novembre de 2002   | Deliverance                 | Music for Nations                 |
| 14 d'abril de 2003      | Damnation                   | Music for Nations                 |
| 30 d'agost de 2005      | Ghost Reveries              | Roadrunner Records                |
| 3 de juny de 2008       | Watershed                   | Roadrunner Records                |
| 20 de septembre de 2011 | Heritage                    | Roadrunner Records                |
| 26 d'agost de 2014      | Pale communion              | Roadrunner Records                |
| 30 de setembre de 2016  | Sorceress                   | Nuclear Blast Records             |
| 27 de setembre de 2019  | In Cauda Venenum            | Park Studios                      |
| 22 de novembre de 2024  | The Last Will and Testament |                                   |

### Àlbums en directe/DVD
- Lamentations: Live at Shepherd's Bush Empire - (2003) - (Koch Records)
- The Roundhouse Tapes - (2007) - (Peaceville Records)
- In Live Concert at the Royal Albert Hall - (2010) - (Roadrunner Records)

### Caixes recopilatòries
- Collecter's Edition Slipcase - (2006) - (Koch Records)
- The Candlelight Years - (2008) - (Candlelight Records)

## Membres

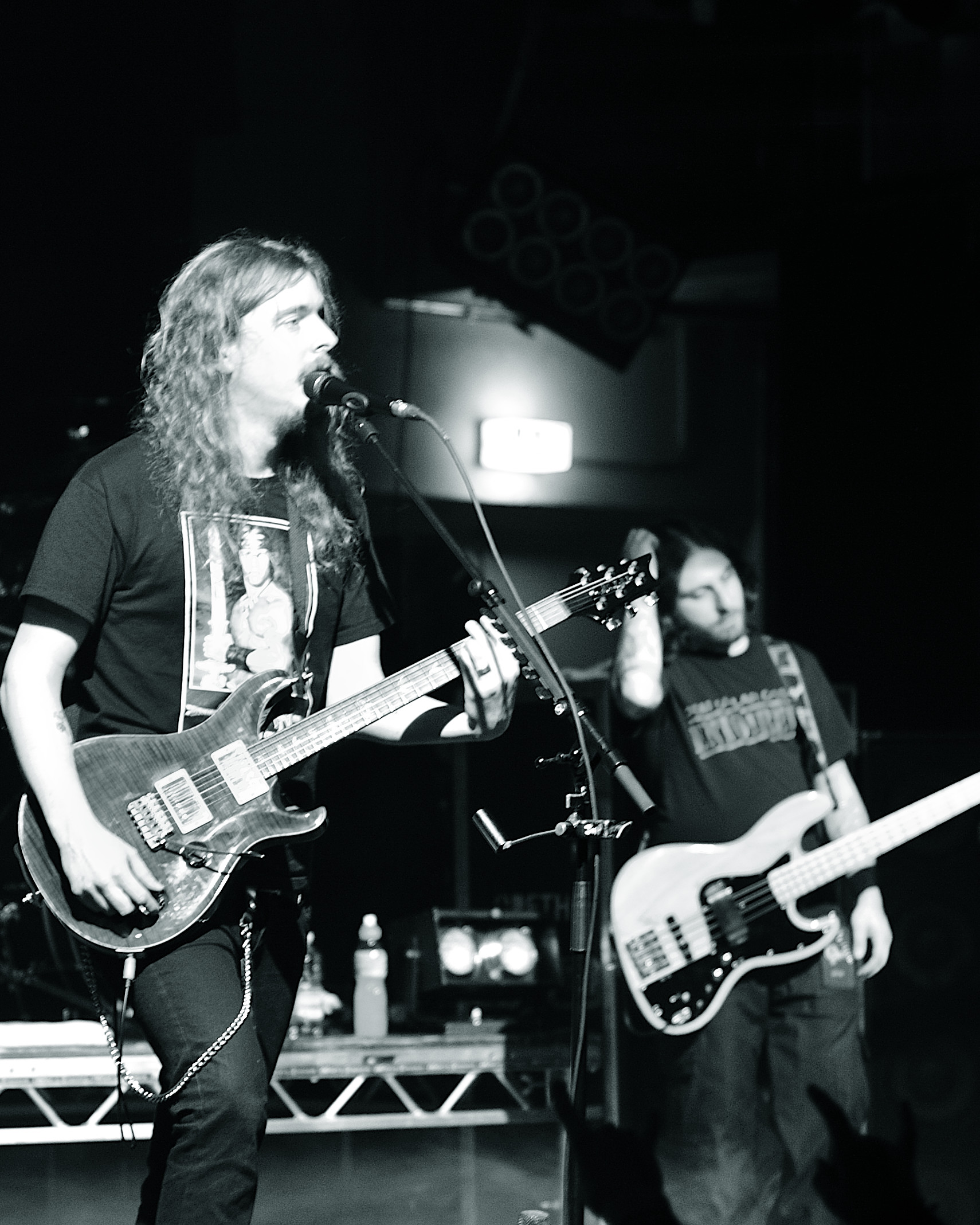
Mikael Åkerfeldt i Martín Méndez en un concert a Múnic

| Nom                  | Instrument     | Estat   | Període d'activitat |
| -------------------- | -------------- | ------- | ------------------- |
| Mikael Åkerfeldt     | guitarra, veus | Actiu   | 1990 - present      |
| Martín Méndez        | baix           | Actiu   | 1997 - present      |
| Per Wiberg           | teclat         | Actiu   | 2005 - present      |
| Martin "Axe" Axenrot | bateria        | Actiu   | 2006 - present      |
| Fredrik Åkesson      | guitarra       | Actiu   | 2007 - present      |
| Anders Nordin        | bateria, piano | Inactiu | 1990 - 1997         |
| David Isberg         | veus           | Inactiu | 1990 - 1992         |
| Nick Döring          | baix           | Inactiu | 1990 - 1991         |
| Andreas Dimeo        | guitarra       | Inactiu | 1991                |
| Kim Pettersson       | guitarra       | Inactiu | 1991                |
| Johan DeFarfalla     | baix           | Inactiu | 1991, 1994 - 1996   |
| Peter Lindgren       | guitarra       | Inactiu | 1991 - 2007         |
| Stefan Guteklint     | baix           | Inactiu | 1992 - 1993         |
| Mattias Ander        | baix           | Inactiu | 1992                |
| Martin López         | bateria        | Inactiu | 1997 - 2006         |

## Etimologia
El nom de la banda deriva de la paraula Opet, agafada de la novel·la The Sunbird de Wilbur Smith. En aquesta novel·la, Opet és el nom d'una ciutat fictícia situada al sud d'Àfrica, el nom de la qual es tradueix com Ciutat de la Lluna. L'afegit de la lletra h al final és purament estètic. Encara que són simples coincidències, ja que la versió vertadera i confirmada pel grup és l'anteriorment esmentada, cal apuntar que el nom podria provindre de la deessa egípcia Taweret, també coneguda com a Opet, o del Festival d'Opet, un antic festival egipci.